# Velika Suha Pišnica
Velika Suha Pišnica je hudourniški gorski potok, katerega struga se začenja v zatrepu alpske doline Krnica, pod ostenjem gora Razor, Prisojnik oz. Škrlatica. Struga je večji del leta prazna, ob deževnih mesecih pa hudourniške vode dobijo rušilno moč, ki je vidna v močno razširjeni prodnati strugi v bližini Koče v Krnici. V bližini planinske koče Mihov dom pod Vršičem se združi s potokom Suha Pišnica. Po sotočju se vodotok imenuje Velika Pišnica, ki se nato pri kranjskogorskem umetnem jezeru Jasna združi s potokom Mala Pišnica, od koder teče s skupnim imenom Pišnica do izliva v reko Savo.